# Thagria peravis
Thagria peravis är en insektsart som beskrevs av Nielson 1977. Thagria peravis ingår i släktet Thagria och familjen dvärgstritar. Inga underarter finns listade i Catalogue of Life.